# Check Point IPSO
Check Point IPSO es el sistema operativo para el 'Check Point firewall' appliance y otros componentes de seguridad, está basado en FreeBSD, con algunas características de seguridad aplicadas.
La IP en IPSO se refiere a Ipsilon Networks, una compañía especializada en IP switching adquirida por Nokia en 1997.
En 2009, Check Point adquirió el negocio de appliances de seguridad de Nokia, incluido IPSO.

## Enlacex externos
- Check Point firewall packages
- Otros paquetes y directorios - Diseñados para IPSO 4.2, firewalls basados en disco.